# Mezinárodní den umělců
Mezinárodní den umělců je slaven 25. října, v den narození Pabla Picassa. Vznikl ve jménu umělců po celém světě a má připomínat jejich důležitou roli ve společnosti, jejich vliv na naši kulturu. Hlavním účelem tohoto svátku je povzbudit lidi, aby podporovali umělce ve svém regionu a aby obecně podporovali umění a oceňovali talent druhých.

## Historie
Mezinárodní den umělců vznikl v Kanadě roku 2004. Za vznik tohoto svátku se zasadil kanadský malíř romantického realismu Chris MacClure. Od té doby je v mnoha zemích slaven každý rok celosvětově 25. října. Existují však i výjimky, například v Rusku je totožný svátek slaven 8. prosince.
Dnes jej podporuje mnoho institucí po celém světě jako například: Ontarijská umělecká galerie, Skotské národní galerie nebo Jeruzalémská nadace.